# 斜桥 (上海)
斜桥是位於現今中國上海市黃浦區陆家浜路、徐家汇路、肇周路、制造局路、方斜路交汇处一带的地名。
斜桥原本是肇嘉浜上的一座斜的桥。後來肇嘉浜被填埋，斜橋也被拆除，但是斜橋成為地名並沿用了一段時間。明朝至中華民國大陸時期，斜橋這一塊是墳地。後來斜橋附近的巴士站也一度沿用斜桥作为站名。